# Apus (chi chim)
Apus là một chi bao gồm một số thành viên cựu Thế giới của phân họ Apodinae, họ Yến (Apodidae). Chúng là một trong số những loài chim nhanh nhất thế giới. Chúng dành phần lớn cuộc đời của chúng ở trên cao, có đôi chân rất ngắn và chủ yếu sử dụng chúng để bám vào các bề mặt.

## Phân loại
Chi này bao gồm 20 loài:
- Apus alexandri
- Apus apus (Yến thông thường)
- Apus unicolor
- Apus niansae
- Apus pallidus
- Apus barbatus (Yến đen châu Phi)
- Apus balstoni
- Apus sladeniae
- Apus berliozi
- Apus bradfieldi
- Apus pacificus (Yến hông trắng)
- Apus salimalii
- Apus leuconyx
- Apus cooki (Yến hông trắng cốc ki)
- Apus acuticauda
- Apus affinis
- Apus nipalensis (Yến Malaysia)
- Apus horus
- Apus caffer
- Apus batesi

Các loài hóa thạch đã được biết đến bao gồm:
- Apus gaillardi
- Apus wetmorei
- Apus baranensis
- Apus submelba